# Nachal Chamadja
Nachal Chamadja (hebrejsky נחל חמדיה‎) je vádí v severním Izraeli, v údolí Jordánu.
Začíná v nadmořské výšce okolo 50 metrů u průmyslové zóny Cva'im, na náhorní planině Ramat Cva'im, jež je jižní výspou vysočiny Ramot Jisachar. Vádí směřuje k jihovýchodu a sestupuje do zemědělsky využívaného údolí řeky Jordán, kde míjí ze severovýchodu vesnici Chamadija a východně od ní ústí poblíž pahorku Tel Chuga zleva do vádí Nachal Charod.